# Liste des théoriciens du jeu
Voici une liste d' économistes, de mathématiciens, de politologues et d' informaticiens remarquables dont les travaux ont considérablement enrichi le domaine de la théorie des jeux . Pour une liste de personnes dans le domaine des jeux vidéo plutôt que de la théorie des jeux, veuillez consulter la liste des ludologues.
- Derek Abbott - la théorie des jeux quantiques et les jeux de Parrondo
- Susanne Albers - théorie des jeux algorithmique et analyse algorithmique
- Kenneth Arrow - théorie du vote (Prix de la Banque de Suède en sciences économiques à la mémoire d'Alfred Nobel 1972)
- Robert Aumann - théorie de l'équilibre (Prix de la Banque de Suède en sciences économiques à la mémoire d'Alfred Nobel 2005)
- Robert Axelrod - répété le dilemme du prisonnier
- Tamer Başar - théorie de jeu dynamique et contrôle robuste des systèmes avec incertitude par application
- Cristina Bicchieri - épistémologie de la théorie des jeux
- Olga Bondareva - théorème Bondareva – Shapley
- Steven Brams - coupe de gâteaux, division équitable, théorie du déménagement
- Jennifer Tour Chayes - théorie des jeux algorithmique et algorithmes de vente aux enchères
- John Horton Conway - théorie des jeux combinatoire
- William Hamilton - biologie de l'évolution
- John Harsanyi - théorie de l'équilibre (Prix de la Banque de Suède en sciences économiques à la mémoire d'Alfred Nobel 1994)
- Monika Henzinger - théorie des jeux algorithmique et recherche d'informations
- Naira Hovakimyan - jeux différentiels et contrôle adaptatif
- Peter L. Hurd - évolution du comportement agressif
- Rufus Isaacs - jeux différentiels
- Ehud Kalai – solution Kalai-Smorodinsky, modèle de Kalai et Lehrer (apprentissage rationnel), complexité stratégique
- Anna Karlin - théorie des jeux algorithmique et algorithmes en ligne
- Michael Kearns - théorie des jeux algorithmique et sciences sociales informatiques
- Sarit Kraus - raisonnement non monotone
- John Maynard Smith - biologie de l'évolution
- Oskar Morgenstern - organisation sociale
- John Forbes Nash - Nash équilibre (Prix de la Banque de Suède en sciences économiques à la mémoire d'Alfred Nobel 1994)
- John von Neumann - Théorème de Minimax, utilité attendue, organisation sociale, course aux armements
- Abraham Neyman – Jeux stochastiques, valeur de Shapley
- JMR Parrondo - jeux à renversement de fortune, tels que les jeux de Parrondo
- Charles EM Pearce - jeux appliqués à la théorie des files d' attente
- George R. Price - biologie théorique et évolutive
- Anatol Rapoport - Psychologue mathématicien, défenseur précoce du « tit-à-tat» dans le dilemme répété du prisonnier
- Julia Robinson - prouve que la dynamique de jeu fictive converge vers la stratégie mixte de l' équilibre de Nash dans les jeux à somme nulle à deux joueurs
- Alvin E. Roth - conception du marché ( prix commémoratif Nobel en sciences économiques 2012)
- Ariel Rubinstein - théorie de la négociation, apprentissage et langage
- Thomas Jerome Schaefer - la complexité informatique des jeux d'informations parfaites
- Suzanne Scotchmer - modèles d'incitation en droit des brevets
- Reinhard Selten - rationalité délimitée (Prix de la Banque de Suède en sciences économiques à la mémoire d'Alfred Nobel 1994)
- Claude Shannon - a étudié la cryptographie et les échecs ; parfois appelé "le père de la théorie de l' information " [1],[2]
- Lloyd Shapley - Valeur et concept de base de Shapley dans les jeux de coalition ( Prix commémoratif Nobel en sciences économiques 2012)
- Thomas Schelling - négociation (Prix de la Banque de Suède en sciences économiques à la mémoire d'Alfred Nobel 2005) et modèles de ségrégation
- Eilon Solan - Jeux stochastiques, stopping games
- Hamidou Tembine - théorie co-opetitive des jeux de type champ moyen
- Myrna Wooders - théorie de la coalition